# Bernhard Bang

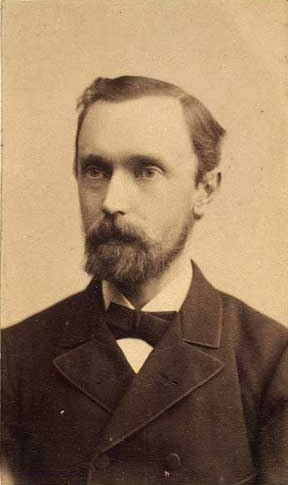
Bernhard Bang

Bernhard Laurits Frederik Bang (Sorø, 7 juni 1848 - Kopenhagen, 22 juni 1932), was een Deense dierenarts. Hij werd bekend door de ontdekking in 1897 van Brucella abortus, ook wel Bangs bacil genoemd, de verwekker van de besmettelijke ziekte van Bang. Tegenwoordig staat de ziekte bekend als brucellose. Bij vee veroorzaakt de bacterie miskramen (abortus bang). Bij de mens heet het beeld van brucellose ook wel in het Latijn febris undulans.
Bang studeerde af als dierenarts in 1880 en werkte daarna als docent aan het Koninklijke Diergeneeskundige en landbouwuniversiteit van Denemarken. Later werd hij daar directeur. Bang was ook diergeneeskundig adviseur van de Deense regering.
Voor zijn bijdragen aan de diergeneeskunde ontving Bang in 1921 een eredoctoraat van de diergeneeskundige faculteit van de Universiteit Utrecht.
Bang is bekend om zijn werk voor:
- ontwikkeling voor controle op rundertuberculose
- onderzoek naar pokkenvaccinatie
- onderzoek naar bacteriële ziekten bij dieren